# Отдел „Кадрова политика“ при ЦК на БКП (1984 – 1989)
Отделът „Кадрова политика“ при ЦК на БКП съществува като самостоятелен отдел от 1984 г., след голямата реорганизация в апарата на ЦК на БКП.
Изграден е на основата на дотогавашния отдел „Наука и образование“ и има три направления: за развитие и използване на националния кадрови потенциал; за подготовка на кадри със средно образование и за подготовка на кадри с висше образование. В организационно отношение към отдела е придаден и сектор „Здравеопазване“.

## Завеждащи отдела
- Никола Стефанов (1984 – 1986)